# Tête fémorale
La tête fémorale est la partie la plus haute du fémur. Elle est reliée au reste du fémur par le col fémoral.

## Structure
La tête du fémur est la partie du fémur qui s'articule avec l'os coxal au niveau de l'acétabulum pour constituer l'articulation coxo-fémorale.
C'est les deux tiers d'une sphère dirigée vers le haut, médialement et un peu en avant.
Elle est recouverte de cartilage sauf sur une dépression ovoïde située un peu en dessous et en arrière de son centre : la fossette de la tête du fémur (ou fossette du ligament rond) qui est le point d'insertion du ligament de la tête du fémur. Elle est perforée d'orifices vasculaires.
La région la plus épaisse du cartilage articulaire se situe au centre de la tête fémorale, mesurant jusqu'à 2,8 mm.
Le diamètre de la tête fémorale est généralement plus grand chez l'homme que chez la femme.

## Aspect clinique
S'il y a une fracture du col du fémur, l'apport sanguin à travers le ligament de la tête du fémur devient crucial. Son absence pouvant entraîner une ostéonécrose et une ostéochondrite disséquante.
La tête fémorale est retirée lors d'une arthroplastie totale de la hanche.
La tête fémorale peut être sujet à une augmentation anormale de son volume : coxa magna.